# 1991–1992-es magyar jégkorongbajnokság
Az 55. első osztályú jégkorong bajnokságban hat csapat indult el. A mérkőzéseket 1991. október 1. és 1992. április 30. között rendezték meg.

## Alapszakasz végeredménye
|    | Csapat      | M  | GY | D | V  | GK        | Pont |
| -- | ----------- | -- | -- | - | -- | --------- | ---- |
| 1. | FTC         | 25 | 21 | 0 | 4  | 236 - 73  | 42   |
| 2. | Újpest      | 25 | 19 | 1 | 5  | 191 - 94  | 39   |
| 3. | Lehel       | 25 | 18 | 0 | 7  | 158 - 71  | 36   |
| 4. | Alba Volán  | 25 | 9  | 2 | 14 | 107 - 154 | 20   |
| 5. | Miskolci HC | 25 | 4  | 2 | 19 | 101 - 240 | 10   |
| 6. | Népstadion  | 25 | 1  | 1 | 23 | 65 - 235  | 3    |

## Helyosztók
Döntő: Ferencváros - Újpest Dózsa 4-3,
Harmadik helyért: Lehel - Alba Volán 3-1
Ötödik helyért: Népstadion - Miskolc 6-10

## Bajnokság végeredménye
1. Ferencvárosi TC

2. Újpest TE

3. Lehel HC

4. Alba Volán-FeVita

5. Miskolci HC

6. Népstadion SZE

## A Ferencváros bajnokcsapata
Arkagyij Andrejev, Balogh Imre, Bán Károly, Bognár Nándor, Dragomir György, Jevgenyij Guszin, Hudák Gábor, Juhász Zsolt, Kaltenecker István, Kiss Tibor, Szergej Lukicsev, Mayer Zsolt, Mihály Gábor, Miletics Csaba, Molnár Dávid, Orbán György Szergej Oreskin, Papp Dénes, Paraizs Ernő, Pindák László, Póznik György, Simon József, Szajlai László, Szilassy Zoltán, Terjék István, Tóth Tibor, Vörös Tibor
Vezetőedző: Basa János

## A bajnokság különdíjasai
- A legjobb kapus: Fekete Albert (Alba Volán)
- A legjobb hátvéd: Kangyal Balázs (Újpest)
- A legjobb csatár: Simon József (Ferencváros)
- A legjobb külföldi játékos: Alexander Kulikov (Lehel HC)
- A legjobb U18 játékos (Leveles Kupa): Zalavári Miklós (Alba Volán)
- A legtechnikásabb játékos (Miklós Kupa): Szajlai László (Ferencváros)

## Külső hivatkozások
- a Magyar Jégkorong Szövetség hivatalos honlapja